# 4号線 (ポーランド)

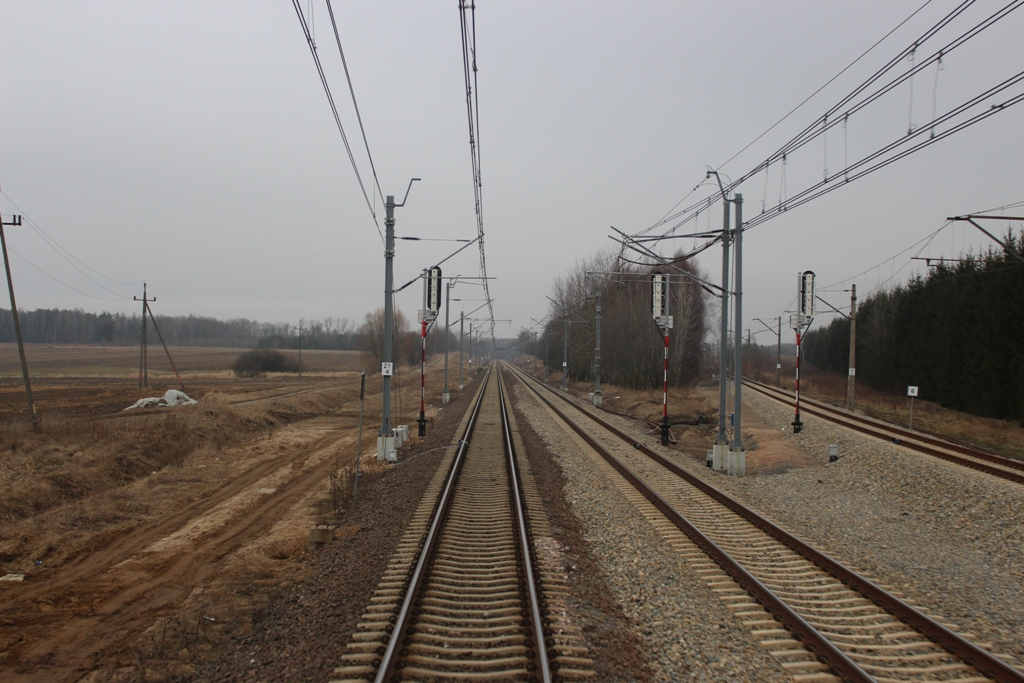
12号線との分岐点

ポーランド国鉄4号線（ポーランド語;Linia kolejowa nr 4）は、マゾフシェ県のグロジスク・マゾヴィエツキ駅とシロンスク県のザヴィエルツェ駅を結ぶポーランド国鉄の鉄道路線である。全長は224 kmであり、全線が複線電化されている。

## 概要
中央幹線（ポーランド語: Centralna Magistrala Kolejowa , CMK）とも呼ばれ、1977年12月23日にヨーロッパ初の高速鉄道新線として開業した 。
時速250km/hでの運転も可能な設計であり、総延長は224kmである。当初は貨物輸送目的で建設されたが、現在ではカトヴィツェやクラクフからワルシャワへ向かう長距離旅客列車（インターシティ・ユーロシティ）が中心であり、実質的に1号線および64号線と一体で運行されている。
2014年12月14日にはアルストム製のED250型が導入され、オルシャモヴィツェ - ザヴィエルツェ間ではポーランド最速となる200km/hでの運行が開始された。

## 歴史
ポーランド南部で産出される石炭を北部の港湾地帯に輸送するための路線として1971年に着工され、1977年に開業した。当初の計画ではザヴィエルツェを起点としてトチェフもしくはグダニスクを終点にする計画であった。しかしながら、1970年代半ばにポーランドを襲った経済危機により資金調達が困難になったことから計画が縮小され、ワルシャワ近郊のグロジスク・マゾヴィエツキが終点となった。沿線は旧線に相当する1号線が並行しており、4号線は事実上1号線の高速新線である。
ポーランド南部とワルシャワを直接結ぶ路線が最初に計画されたのは1920年代のことである。結局ワルシャワ・ウィーン鉄道（一部は現在のポーランド国鉄1号線）の輸送力を補うための並行路線の計画は頓挫したが、代わりにポーランド運炭鉄道（現在のポーランド国鉄131号線・201号線）が建設された。
社会主義体制下の1950年代後半には並行路線の計画が復活するが、この時点では1号線の電化が行われるに留まった。これに伴い輸送力は約25%増加したが、決して十分とは言えなかった。1970年代には鉄道当局が1号線の複々線化を計画するが、すぐに破棄され新線建設計画が再復活した。新線は複線・250km/h対応で優等列車と貨物列車の両方が使用する前提で設計された。また、道路との平面交差を避けるために高架橋が多用された。

## 列車
開業から7年間は列車の大半が貨物列車であり、旅客列車はわずかであった。1980年時点では1日当たり貨物列車73便に対して旅客列車は4便であった。しかしながら、1984年6月1日にはワルシャワ - グリヴィツェ間で「ゴルニク号」、ワルシャワ - クラクフ間で「クラクス号」の運行が開始され、最高速度は140km/hとなった。更に2年後には160km/hにスピードアップされた。体制転換後の1994年5月11日には設備の改修の上でイタリア製のペンドリーノが試験走行で250.1km/hを測定したが、今日に至るまで営業運転での250km/h走行は行われていない。2009年以前のポーランド国鉄はスピードアップに対応した車両が存在せず、また高速運行に必要な車内信号が不十分であった。

## 近代化
2008年6月にポーランド国鉄は200km/h運転に対応したシーメンス製のユーロスプリンター（ES64U4型、タウルス）10両を受注し、最初に輸送されたポーランドに車両は2009年5月28日の試験走行で235km/hを測定した。10両の電気機関車のポーランドへの輸送は2010年6月に完了した。高速運行に対応した車両であるにもかかわらず、従来の160km/h未満で運行する列車に割り当てられた。
2009年8月29日にはタレスにEU圏内における高速運行に必要な列車制御システム、レベル1のETCSを受注した。CMK向けのETCSは2013年11月21日に承認された。
2011年5月30日には250km/h運転に対応したアルストム製のペンドリーノ ETR610型20両を受注した。最初のペンドリーノは2013年8月12日にポーランドに到着した。 その後、ペンドリーノED250型の試験走行が行われ、試験初日の11月16日には242km/hに達し、最終日の11月24日には試験走行で293km/hを測定した。
2014年12月14日にはペンドリーノにより、クラクフおよびカトヴィツェからワルシャワを経てグダニスクおよびグディニャへ向かうExpress Intercity Premiumの運行が開始された。ポーランドでは初の時速200km/hによる営業運行である。さらに、1日2本のペンドリーノはワルシャワからチェンストホヴァおよびオポーレを経由してヴロツワフへ向かう。